# Lilly (Pennsilvània)
Lilly és una població dels Estats Units a l'estat de Pennsilvània. Segons el cens del 2000 tenia 948 habitants.

## Demografia
Segons el cens del 2000, Lilly tenia 948 habitants, 407 habitatges, i 269 famílies. La densitat de població era de 747 habitants/km².
Dels 407 habitatges en un 23,3% hi vivien nens de menys de 18 anys, en un 49,1% hi vivien parelles casades, en un 12,8% dones solteres, i en un 33,9% no eren unitats familiars. En el 31,9% dels habitatges hi vivien persones soles el 17,7% de les quals corresponia a persones de 65 anys o més que vivien soles. El nombre mitjà de persones vivint en cada habitatge era de 2,32 i el nombre mitjà de persones que vivien en cada família era de 2,91.
Per edats la població es repartia de la següent manera: un 18,8% tenia menys de 18 anys, un 7,4% entre 18 i 24, un 26,2% entre 25 i 44, un 26,8% de 45 a 60 i un 20,9% 65 anys o més.
L'edat mediana era de 44 anys. Per cada 100 dones de 18 o més anys hi havia 89,7 homes.
La renda mediana per habitatge era de 27.917 $ i la renda mediana per família de 38.750 $. Els homes tenien una renda mediana de 29.063 $ mentre que les dones 18.929 $. La renda per capita de la població era de 15.984 $. Entorn del 3,8% de les famílies i el 7,8% de la població estaven per davall del llindar de pobresa.

## Poblacions més properes
El següent diagrama mostra les poblacions més properes.